# Castell de Santiga
Castell de Santiga és un castell del poble de Santiga, al municipi de Santa Perpètua de Mogoda (Vallès Occidental), declarat bé cultural d'interès nacional.

## Descripció
En aquest lloc s'havia aixecat l'antic castell de Santiga. Actualment hi ha un gran casal de planta quadrada amb tres crugies i tres pisos d'alçada, coberta a quatre vessants, de teula àrab i envoltada d'un mur amb un portal adovellat d'accés. Les parets de càrrega són de còdols i sorra, té voltes en planta baixa i bigues de fusta en planta i pis. La façana principal té una composició simètrica amb el portal adovellat d'accés a planta baixa, finestra a banda i banda, tres balcons a planta pis i un seguit de finestres amb arc de mig punt a la planta de golfes.
Els finestrals de la planta noble conserven la llinda i els brancals de pedra. Un altre portal adovellat, amb l'escut d'armes amb les ensenyes de les cases nobiliàries dels Salbà, els Vallgornera, els Vallseca i els Sentmenat, dona accés al pati des de l'exterior. Al voltant de la masia s'aixequen construccions auxiliars excepte davant de la façana principal on hi ha un jardí.

## Història
El lloc de Santiga té uns orígens molt antics. Cal tenir en compte que des de l'any 983 hi ha referències directes de l'església de Santa Maria d'Antiga. Això no obstant, el primer document que ens testimonia l'existència de la «domus de Santiga» és del 1121, quan Arnau Geribert d'Antiga va cedir, en fer testament, a la seva esposa Guilla, la fortalesa anomenada Antiga amb tots els alous i béns que hi havia dins del seu terme. Arnau Geribert era, doncs, el senyor de la quadra d'Antiga i un personatge important en el seu temps. Entre les signatures d'una donació que feu el comte Ramon Berenguer III al monestir de Sant Cugat del Vallès l'any 1098 hi apareix un tal Arnau Geribert d'Antiga que és molt possible que correspongui a l'esmentat senyor d'Antiga. La relació d'Arnau Geribert amb el cenobi de Sant Cugat era estreta. En una cessió de terres que Arnau Geribert i la seva dona li van fer l'any 1121, es reconeix que tenien una sèrie de feus a Cerdanyola, Mollet i Parets en nom de l'esmentat monestir vallesà.
En els fogatges del segle xiv s'al·ludeix a la quadra de Santiga la qual, l'any 1389, el rei Joan I erigí en castell termenat i Joan Ça Font va ser el primer senyor feudal del castell per gràcia del rei. Al llarg del temps aquest castell va passar per diverses mans com els Salbà, els Vallgornera, els Vallseca o els Sentmenat. La quadra de Santiga no va ser agregada a Santa Perpètua fins al segle xix
Actualment el casal anomenat «el castell» recorda l'emplaçament d'aquesta fortificació.